# 鄧紹昌墓
鄧紹昌墓位於四川省廣安市廣安區，文物遺址年代判定為清、民國，是邓小平父亲邓绍昌的墓葬。2002年12月27日公佈為四川省第六批省級文物保護單位。併入鄧小平故居。